# .aw
.aw ist die länderspezifische Top-Level-Domain (ccTLD) der niederländischen Karibikinsel Aruba. Sie existiert seit dem 20. Februar 1996 und wird vom ortsansässigen Internetdienstleister SETAR verwaltet. Nur Bürger und Unternehmen mit Sitz auf Aruba dürfen eine .aw-Domain registrieren. Es existieren auch Second-Level-Domains wie .com.aw, die bestimmten Interessenten vorbehalten sind und eine Alternative zu .com bieten sollen.